# Перлавкі (Браневський повіт)
Перлавкі (пол. Pierławki, нім. Parlack) — село в Польщі, у гміні Плоскіня Браневського повіту Вармінсько-Мазурського воєводства.
Населення — 21 особа (2011).
У 1975-1998 роках село належало до Ельблонзького воєводства.

## Демографія
Демографічна структура станом на 31 березня 2011 року:
|          | Загалом | Допрацездатний вік | Працездатний вік | Постпрацездатний вік |
| -------- | ------- | ------------------ | ---------------- | -------------------- |
| Чоловіки | 12      | 4                  | 7                | 1                    |
| Жінки    | 9       | 2                  | 6                | 1                    |
| Разом    | 21      | 6                  | 13               | 2                    |